# The Cure (Lady Gaga)
"The Cure" is een nummer van de Amerikaanse zangeres en singer-songwriter Lady Gaga, uitgebracht op 16 april 2017. Het is geschreven door Lady Gaga, DJ White Shadow, Lukas Nelson, Mark Nilan en Nick Monson en geproduceerd door Detroit City en tevens Lady Gaga en Nick Monson. Het nummer heeft de top 10 bereikt in zes landen.

## Achtergrond
Lady Gaga werkte voor dit nummer samen met DJ White Shadow. Het opnemen van het nummer begon toen Gaga en Shadow aan het zitten waren en gebruikmaakten van de positieve sfeer die om hen heen hing. Hij wees Lady Gaga erop dat er "zoveel verschrikkelijke dingen op de wereld gebeuren de laatste tijd en dat het tijd wordt om met haar creativiteit een verfrissend nummer te gaan maken". Volgens Shadow is creativiteit ook een manier om het kwaad te bestrijden. De opname van "The Cure" verliep snel en Lady Gaga en DJ White Shadow wilde het nummer zo snel mogelijk uitbrengen. Het nummer is opgenomen in Los Angeles, tegelijkertijd toen ze bezig waren met het opnemen van nummer voor de film A Star Is Born, die in 2018 uitkomt. Hierin speelt Gaga het personage Ally.
In maart 2017 werd bekend dat Lady Gaga Beyoncé zou vervangen tijdens het festival van Coachella, vanwege Beyoncés zwangerschap. Tijdens het concert, dat op 16 april 2017 aan de gang was, vertelde Gaga dat ze een tijd lang aan een nieuw nummer heeft gewerkt, getiteld "The Cure". Hierna voerde ze het nummer uit. Na het festival werd het nummer als officiële single uitgebracht.

## Tracklijst
| Nr. | Titel    | Duur  |
| --- | -------- | ----- |
| 1.  | The Cure | 03:31 |

## Bezetting
- Lady Gaga – hoofdvocalen, songwriter, producer
- Nick Monson – songwriter, producer
- DJ White Shadow – songwriter
- Lukas Nelson – songwriter
- Mark Nilan – songwriter
- Detroit City – producer

## Releasedata
| Land             | Datum         | Formaat                | Label              |
| ---------------- | ------------- | ---------------------- | ------------------ |
| Wereldwijd       | 16 april 2017 | Muziekdownload         | Interscope         |
| Italië           | 21 april 2017 | Contemporary hit radio | Universal          |
| Verenigde Staten | 25 april 2017 | Contemporary hit radio | Interscope Records |
| Verenigde Staten | 8 mei 2017    | Adult contemporary     | Interscope Records |